# Ku (kana)
く în hiragana sau ク în katakana, (romanizat ca ku) este un kana în limba japoneză care reprezintă o moră. Caracterul hiragana este scris cu o singură linie, iar caracterul katakana cu două linii. Kana く și ク reprezintă sunetul pronunție în japoneză [ku͍].
Originea caracterelor く și ク este caracterul kanji 久.

## Variante
Kana く și ク se pot folosi cu semnul diacritic dakuten ca să reprezintă un alt sunet:
- ず sau ズ reprezintă sunetul pronunție în japoneză [ku̜] (romanizat ca ku)[2]

## Folosire în limba ainu
În limba ainu, katakana ク reprezintă sunetul [ku̜].
Katakana minuscul ㇰ reprezintă sunetul k final după o vocală (pronunțat ca [k]).
Exemplu: Ainu itak (limba ainu) = アイヌイタㇰ

## Forme
| Formă                                   | Rōmaji      | Hiragana        | Katakana        |
| --------------------------------------- | ----------- | --------------- | --------------- |
| Fără semne diacritice: s- (さ行 sa-gyō) | Su          | す              | ス              |
| Fără semne diacritice: s- (さ行 sa-gyō) | Suu, swu Sū | すう, すぅ すー | スウ, スゥ スー |
| Cu semnul dakuten: z- (ざ行 za-gyō)     | Zu          | ず              | ズ              |
| Cu semnul dakuten: z- (ざ行 za-gyō)     | Zuu, zwu Zū | ずう, ずぅ ずー | ズウ, ズゥ ズー |

| Romaji | Hiragana | Katakana |
| ------ | -------- | -------- |
| Swa    | すぁ     | スァ     |
| Swi    | すぃ     | スィ     |
| Swe    | すぇ     | スェ     |
| Swo    | すぉ     | スォ     |

| Romaji | Hiragana | Katakana |
| ------ | -------- | -------- |
| Zwa    | ずぁ     | ズァ     |
| Zwi    | ずぃ     | ズィ     |
| Zwe    | ずぇ     | ズェ     |
| Zwo    | ずぉ     | ズォ     |

## Ordinea corectă de scriere
|                                      |
| Ordinea corectă de scriere pentru く |

|                                      |
| Ordinea corectă de scriere pentru ク |

## Alte metode de scriere
- Braille:

| ・・ －－ －・ |

- Codul Morse: ・・・－